# District de Xixiu
Le district de Xixiu (西秀区 ; pinyin : Xīxiù Qū) est une subdivision administrative de la province du Guizhou en Chine. Il est placé sous la juridiction de la ville-préfecture d'Anshun.